# Testament d'Alfons II de Portugal

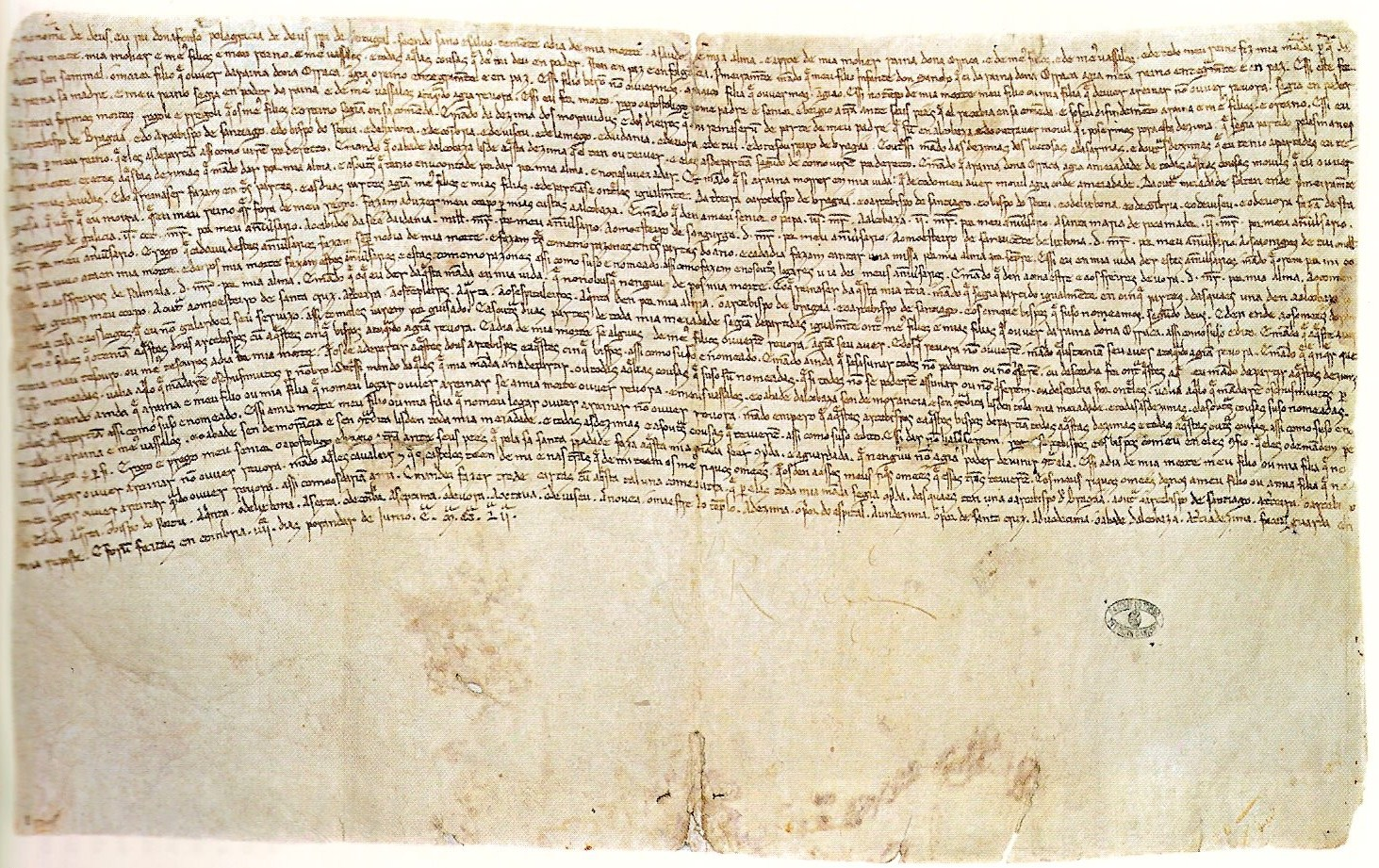
testament d'Alfons II de Portugal. Manuscrit en Torre do Tombo.

El testament d'Alfons II de Portugal fou signat a Coimbra i datat el 27 juny de 1214 (1252 de l'era hispànica), és el document real més antic escrit en galaicoportuguès que es coneix i ha arribat als nostres dies per dues còpies conservades, de les tretze que es feren, que es varen remetre als arquebisbes de Braga i de Santiago.
Aquest document ha adquirit un paper simbòlic en les commemoracions sobre la llengua portuguesa i la seva antiguitat, atès que, sense ser el més antic, té el valor del seu caràcter institucional i presenta una major extensió, puresa lingüística i complexitat textual que els seus escassos precedents.

## Fragment
| « | En'o nome de Deus. Eu rei don Afonso pela gracia de Deus rei de Portugal, seendo sano e saluo, temẽte o dia de mia morte, a saude de mia alma e a proe de mia molier raina dona Orraca e de meus filios e de meus uassalos e de todo meu reino fiz mia mãda per que depos mia morte mia molier e meus filios e meu reino e meus uassalos e todas aquelas cousas que Deus mi deu en poder sten en paz e en folgãcia. | » |